# Hekhsher
Un hekhsher (IPA: /hɛxʃəʁ/, הֶכְשֵׁר hébreu : « attestation de cacheroute », pluriel : hekhsherim) est un certificat trouvé sur les paquets de produits (généralement alimentaires) jugés kasher, c'est-à-dire propres à la consommation. Ils ont été établis par des autorités rabbiniques afin d'aider les Juifs pratiquants, qui n'acceptent en général d'acheter que ces produits. La régulation du hekhsher est propre à chaque autorité.
Le hekhsher est habituellement délivré par un expert dans les lois de la cacheroute (mashguiah), qui supervise la manufacture des produits et en vérifie la conformité par rapport aux standards. Ce superviseur est souvent en contact avec un rabbin, qui le tient informé de l'évolution des directives. Alors que le mashgiah ne peut autoriser que l'application du hekhsher en cas de satisfaction des exigences de la Halakha, le rabbin peut appliquer des lettres supplémentaires afin d'informer sur la nature carnée, lactée ou neutre du produit. Un hekhsher supplémentaire est nécessaire à Pessa'h, afin de certifier que la nourriture est kasher lèPessa'h, pure de tout risque de hametz. Il informe également, dans le cas de certains plats, dont le pain, le vin et le lait, s'ils ont été ou non préparés par un Juif, où si le produit est yashan, c'est-à-dire prélevé après la période de la Pâque.

## Hekhsherim courants

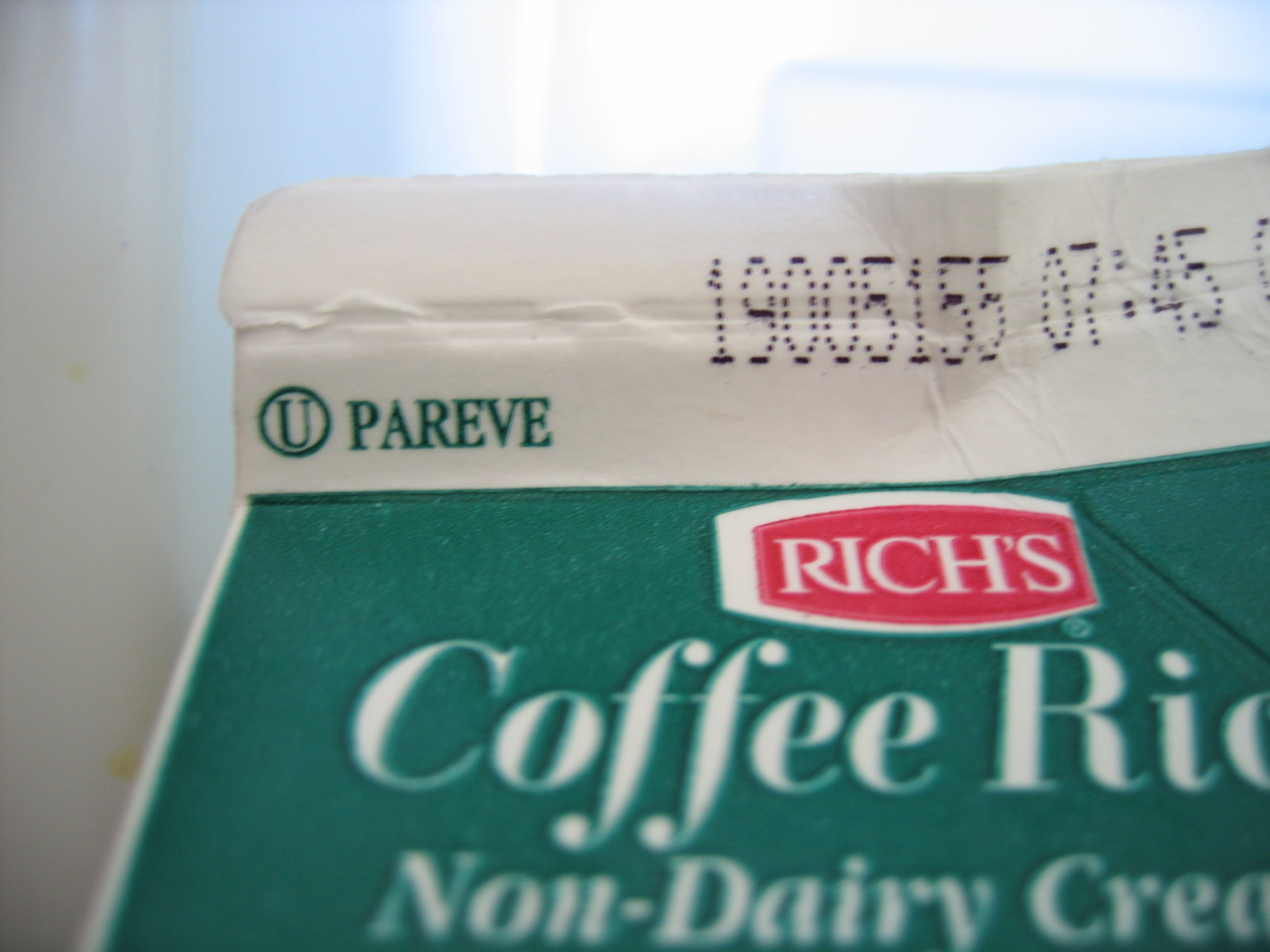
Le sigle OU, sur un paquet de crème à café

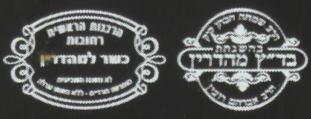
Le hekhsher du Badatz, l'un des plus courants en Israël

L'un des symboles les plus courants aux États-Unis, également présent sur certains produits israéliens, est le sigle de l'Union Orthodoxe, "OU", un U dans un cercle. Le sceau de la Edah Haredit est l'un des plus courants en Israël. Il existe de nombreux autres logos, dont le Star-K régi par l'organisation de Baltimore, le logo du Beth Din du Cap en Afrique du Sud, le MK Va'ad Haïr basé à Montréal,le Canadian Orthodox Rabbinate à Toronto (http://www.hechshers.info/kashauth/index.htm), le Kosher Australia basé à Melbourne, etc. Le Kashrus Magazine publie un guide annuel des agences de supervision de la cacheroute autour du monde; son Kosher supervision Guide compte 921 agences. S'y ajoutent les marques personnelles de nombreux rabbins et organisations.
Tous les hekhsherim ne sont pas équivalents : un hekhsher lamèhadrin étant considéré comme plus rigoureux qu'un hekhsher régulier, un produit marqué par ce dernier pourrait être dédaigné par des Juifs plus orthodoxes. Par ailleurs, un simple K peut être utilisé comme symbole pour kasher, mais comme une lettre ne peut être déposée, elle peut parfois n'indiquer que les prétentions de la compagnie la produisant.
De nombreux hekhsherim précisent également le type de nourriture. Aux États-Unis, on utilise le plus souvent le "D" pour lacté (Dairy), "M" pour carné ou volaille (Meat), "Pareve" pour neutre, "Fish" pour les nourritures en contenant, et "P" pour Pessa'h (à ne pas confondre avec Pareve). Ces labels sont définis en fonction des critères juifs de la cacheroute et non des standards de la FDA: ainsi, les produits contenant du caséinate de sodium sont catégorisés "D", alors qu'ils ne possèdent pas les valeurs nutritives des aliments lactés.
La pratique du Heksher est fortement réduite en France, réservée au Consistoire central israélite de France, qui publie chaque année une liste de produits kasher et appose son label dans les magasins et commerces sous sa surveillance.